# Teatr Polski w Bielsku-Białej

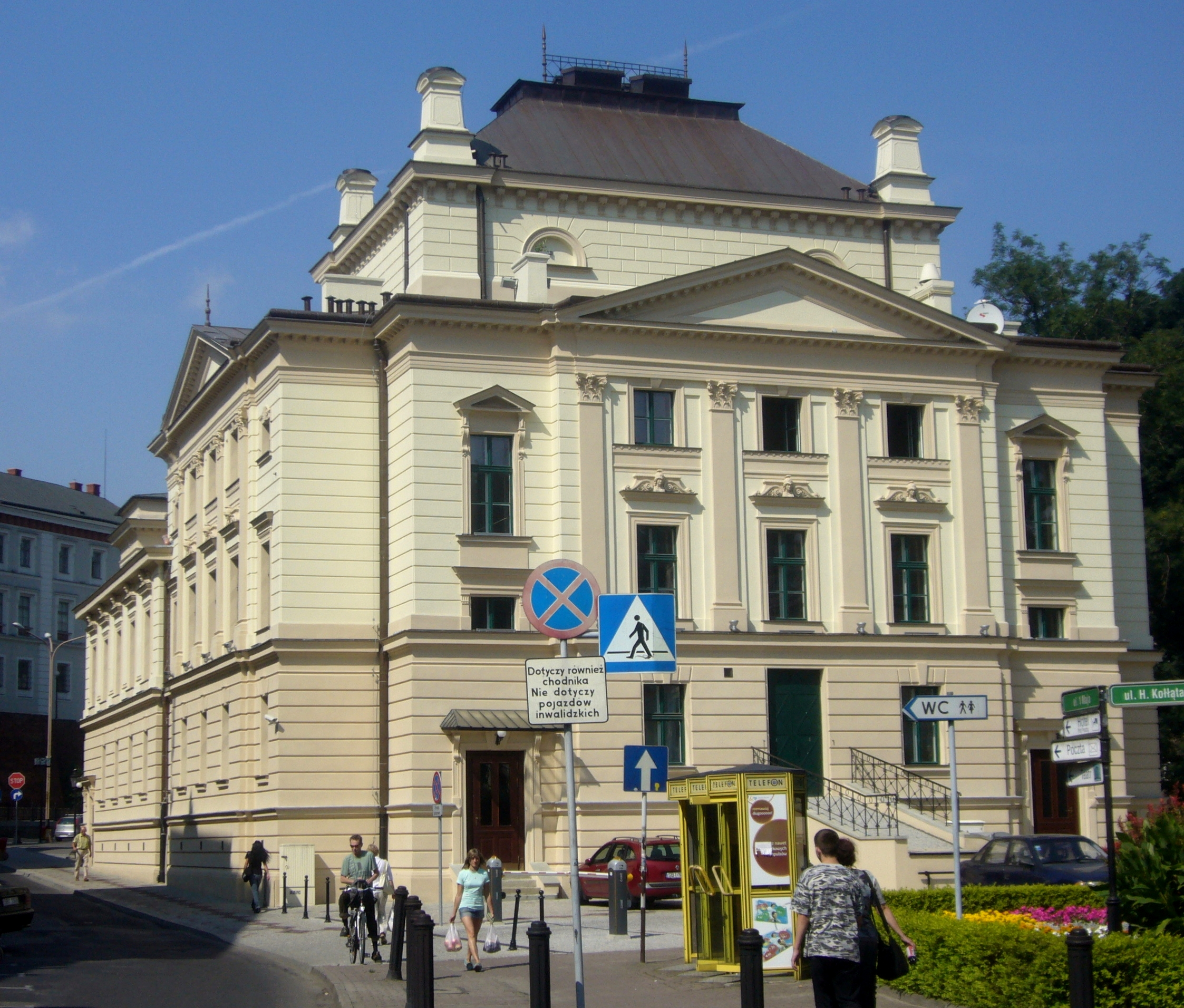
Tylna elewacja budynku

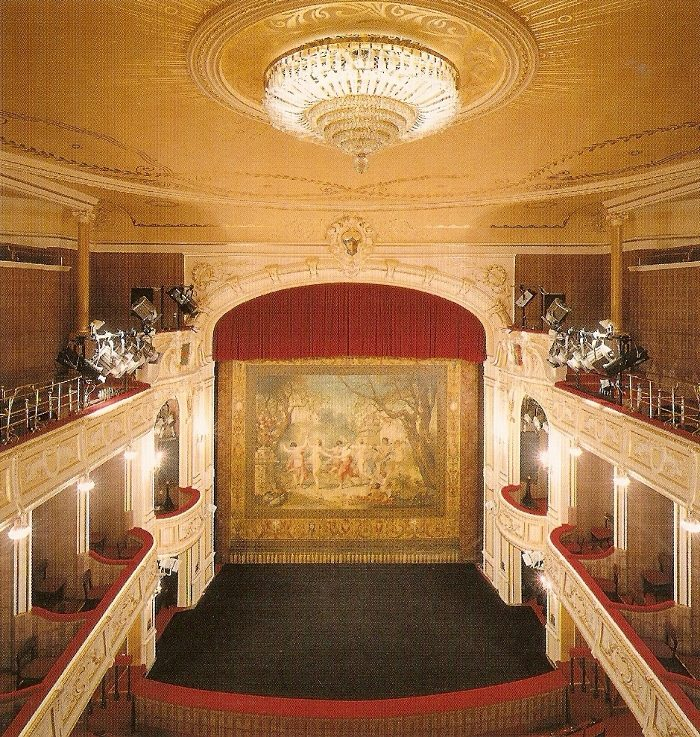
Scena z kurtyną z 1890 r.

Teatr Polski w Bielsku-Białej – założony w 1890 teatr dramatyczny, znajdujący się w Bielsku-Białej, w zabytkowym gmachu w centrum miasta, na historycznym Dolnym Przedmieściu, przy ul. 1 Maja.

## Budynek teatru
Gmach Teatru Polskiego został wzniesiony w latach 1889–1890 według projektu wiedeńskiego architekta Emila von Förstera w stylu eklektycznym z przewagą neoklasycyzmu i neobaroku, z wykorzystaniem motywu rzymskiego łuku triumfalnego na fasadzie ozdobionej ponadto posągami Apolla oraz muz: Melpomeny i Talii.
Teatr w swoim kształcie, zgodnie z założeniem Förstera, przypomina Operę Wiedeńską i Teatr Narodowy w Budapeszcie. Do dziś zachowała się kurtyna z 1890 przedstawiająca Taniec Nimf, wykonana w pracowni Franciszka Rottonary.
W latach 1904–1905 nastąpiła przebudowa według projektu biura projektowego Fellner & Helmer w Wiedniu.
W kwietniu 2008 zakończył się generalny remont elewacji teatru, wraz z konserwacją wszystkich rzeźb, iluminacją, a także wymianą poszycia dachowego. Budynek zyskał również nową, obrotową scenę, klimatyzację i nowe oświetlenie, a piwnicę zaadaptowano na kawiarnię.
Przed budynkiem teatru znajduje się replika zabytkowej fontanny z 1895, podarowanej miastu przez budowniczych bielskich wodociągów.

## Historia

### Teatr Miejski w Bielsku (1890–1945)
Początki teatru w Bielsku-Białej sięgają drugiej połowy XIX wieku – reprezentacyjny teatr miejski miał być wizytówką nowoczesnych i szybko rozwijających się ośrodków miejskich, jakimi były Bielsko i, w mniejszym stopniu, Biała. Tradycje teatralne miasta są jednak jeszcze starsze, ponieważ pierwsza scena została stworzona po 1786 roku przez księcia Franciszka Sułkowskiego, w dawnym browarze zamkowym. Niewykluczone, że w latach 1791–1792 na jej deskach występowała austriacka grupa teatralna kierowana przez Daniela Eisenberga.
W 1887 powołano Komitet Budowy Teatru, który 1 stycznia 1888 zaapelował do mieszkańców Bielska, Białej i Lipnika o udział w dobrowolnej zbiórce pieniędzy na ten cel. Zbiórka przyniosła znakomite efekty (uczestniczyli w niej zarówno bogaci fabrykanci, jak i zwykli obywatele).
W obecnym eklektycznym gmachu przy dzisiejszej ul. 1 Maja Teatr Miejski w Bielsku otworzył swe podwoje 30 września 1890. Pierwszym przedstawieniem Sen nocy letniej Williama Szekspira.
Początkowo w teatrze działała wyłącznie zawodowa scena niemiecka. Dopiero w 1921 polscy działacze założyli Towarzystwo Teatru Polskiego, które amatorsko przygotowywało własne spektakle, a także zapraszało polskie przedstawienia z innych miast. W 1934 TTP uzyskało dostęp do sceny Teatru Miejskiego i odtąd trzy dni w tygodniu przeznaczone były na polskie przedstawienia, a w 1938 otrzymało pozwolenie od MSW na prowadzenie „stałego przedsiębiorstwa teatralnego dramatycznego i operetkowego w gmachu Teatru Miejskiego w Bielsku”. Plany stworzenia w Bielsku polskiego teatru pokrzyżowała II wojna światowa.
Teatr Miejski w Bielsku uważany był za jedną z najlepszych scen prowincjonalnych Austro-Węgier, a w okresie międzywojennym był jedyną w Polsce zawodową sceną niemiecką, niezmiennie zachowując wysoki poziom. Członkami bielskiego zespołu byli m.in. Karl Gutmann czy Viktor Stiasny, a gościnnie występowały największe sławy teatrów austriackich, a później niemieckich oraz (dzięki staraniom TTP) polskich.

### Teatr Polski w Bielsku-Białej (od 1945)
Członkowie przedwojennego Towarzystwa Teatru Polskiego reaktywowali scenę w czerwcu 1945, wystawiając Krakowiaków i górali Jana Kamińskiego, jednak pierwsza premiera „Teatru Polskiego” („Pan Jowialski” Aleksandra Fredry) odbyła się 18 października 1945 w Cieszynie. Stało się tak dlatego, iż twórca powojennego Teatru Polskiego, Stanisław Kwiatkowski, zamierzał bazą teatru zrobić Cieszyn ze sceną filialną w Bielsku. Jednak ze względu na niekorzystną sytuację polityczną (granica na Olzie) i problemy lokalowe, to cieszyński teatr, aż do lat 90. XX wieku, stał się filią Teatru Polskiego w Bielsku-Białej.
Mimo skromnych możliwości finansowych, bielsko-cieszyński teatr uważany był, m.in. przez Leona Schilerra, za jedną z sześciu najlepszych scen w kraju. Być może dlatego został upaństwowiony już w 1949.
W okresie powojennym zaczął się czas budowania solidnego teatru skupionego na pracy dla lokalnej publiczności, niekiedy realizującego przedsięwzięcia o randze ogólnopolskiej (np. Dziady w reż. M. Górkiewicza w 1965 czy Jeremiasz Karola Wojtyły wystawiony w przeddzień stanu wojennego).

## Działalność teatru
Teatr Polski pod dyrekcją Roberta Talarczyka (2005–2013) kładł nacisk na najnowszą dramaturgię polską i środkowoeuropejską, a także spektakle o tematyce społecznej i historycznej (Żyd, Piaskownica, Intercity czy Testament Teodora Sixta, który wywołał debatę o tożsamości lokalnej), pojawiło się też więcej przedstawień muzycznych (np. Korowód według Marka Grechuty). Realizowane były również przedstawienia rozrywkowe, jak np. teatralna inscenizacja serialu telewizyjnego ’Allo ’Allo!.
Od 2013 dyrektorem naczelnym i artystycznym Teatru jest Witold Mazurkiewicz. W tym czasie na deski bielskiej sceny trafiły między innymi zrealizowane w nurcie teatru zaangażowanego spektakle „Ifigenia” (reż. Paweł Wodziński) oraz „Królowa Margot. wojna skończy się kiedyś” (reż. Wojciech Faruga). Przedstawienia pt. „Lalka” w reżyserii Anety Groszyńskiej (i adaptacji Artura Pałygi) oraz „Nocami i dniami będę tęsknić za Tobą” (adaptacja „Nocy i dni” Dąbrowskiej autorstwa Zuzanny Bućko i Szymona Bogacza) w reżyserii Julii Mark.Wystawiana była także klasyka europejskiego dramatu: zrealizowany przez Grzegorza Suskiego „Makbet” Szekspira oraz „Wujaszek Wania” Czechowa w klasycznym ujęciu Waldemara Śmigasiewicza. Na Małą Scenę Teatru Polskiego trafiają zaś przede wszystkim współczesne teksty, takie jak „Natasza” Jarosławy Pulinowicz (reż. Małgorzata Siuda), czy „Humanka” Jarosława Murawskiego (reż. Agata Puszcz).
W Teatrze zrealizowano również przedstawienia muzyczne – „Zorba” – pierwszy pełnowymiarowy musical na bielskiej scenie, z nagrodzoną Złotą Maską rolą tytułową Tomasza Lorka (oraz trzema nominacjami do Złotych Masek: dla Witolda Mazurkiewicza za reżyserię, Grzegorza Policińskiego za scenografię i dla Grażyny Bułki za rolę Hortensji/Bubuliny), „Sześć wcieleń Jana Piszczyka” w reżyserii Wojciecha Kościelniaka (Złote Maski w kategoriach: spektakl roku i scenografia), czy „Człowiek z La Manczy” w reżyserii Witolda Mazurkiewicza.
Teatr Polski od 2013 roku realizuje cykl „Spektakli bez barier” – dostępnych dla widzów niewidomych i słabowidzących (z audiodeskrypcją) oraz dla niesłyszących (z tłumaczeniem na język migowy). Projekt ten otrzymał Nagrodę Specjalną w prestiżowym konkursie Śląska Rzecz.

## Aktorzy
- Witold Mazurkiewicz (także reżyser oraz dyrektor naczelny i artystyczny teatru)
- Jadwiga Grygierczyk
- Anna Guzik
- Barbara Guzińska
- Marta Gzowska-Sawicka
- Jagoda Krzywicka
- Daria Polasik-Bułka
- Oriana Soika
- Maria Suprun
- Wiktoria Węgrzyn
- Michał Czaderna
- Kazimierz Czapla
- Jerzy Dziedzic
- Piotr Gajos
- Tomasz Lorek
- Sławomir Miska
- Adam Myrczek
- Rafał Sawicki
- Grzegorz Sikora
- Mateusz Wojtasiński

Współpracujący z teatrem aktorzy
- Natalia Dinges
- Katarzyna Gocał
- Anita Jancia
- Sebastian Jasnoch
- Sabina Karwala
- Anna Kasprzak-Chowaniec
- Olga Korcz
- Maciej Kulig
- Flaunnette Mafa
- Grzegorz Margas
- Krzysztof Nowakowski
- Aleksander Pestyk
- Jan Pięciórek
- Karol Pruciak
- Anisa Raik
- Agnieszka Rose
- Zofia Schwinke
- Grzegorz Suski
- Henryk Talar
- Brygida Turowska
- Paweł Wolsztyński
- Paweł Zaufal
- Michał Zgiet
- Zielonka Katarzyna

Inni współpracownicy teatru
- Krzysztof Maciejowski